# Gérard Loncke
Pour les articles homonymes, voir Loncke.
Gérard Loncke, né le 15 janvier 1905 à Overpelt et mort le 13 mars 1979 à Neerpelt, est un coureur cycliste belge. Professionnel de 1929 à 1939, il a remporté deux étapes du Tour de France en 1931 et 1932, et deux étapes du Tour d'Italie 1933.

## Palmarès
- 1926
  -  Champion de Belgique sur route juniors
- 1928
  - 4e étape du Tour de Belgique indépendants
- 1930
  - Circuit des régions flamandes
  - 3e du Circuit du Nord de la Belgique
- 1931
  - 7e étape du Tour de France
  - Anvers-Gand-Anvers
  - 3e du Circuit du Nord de la Belgique
- 1932
  - 16e étape du Tour de France
  - 2e de Paris-Bruxelles
- 1933
  - 7e et 16e étapes du Tour d'Italie
- 1934
  - 2e de Paris-Boulogne-sur-Mer
- 1935
  - Grand Prix de l'Escaut

## Résultats sur les grands tours

### Tour de France
2 participations 
- 1931 : abandon (12e étape), vainqueur de la 7e étape
- 1932 : 34e, vainqueur de la 16e étape

### Tour d'Italie
1 participation
- 1933 : 34e, vainqueur des 7e et 16e étapes